# ميغيل سواريز
ميغيل سواريز (بالإسبانية: Miguel Suárez)‏ (1 يونيو 1993 في بوليفيا - ) هو لاعب كرة قدم بوليفي في مركز الهجوم. شارك مع منتخب بوليفيا لكرة القدم. أما مع النوادي، فقد لعب مع نادي بوليفار ونادي خورخي ويلسترمان وUniversitario de Sucre ‏.

## وصلات خارجية
- ميغيل سواريز على موقع قاعدة بيانات كرة القدم.إي يو (الإنجليزية)
- ميغيل سواريز على موقع ناشيونال فوتبول تيمز (الإنجليزية)
- ميغيل سواريز على موقع Soccerway.com (الإنجليزية)
- ميغيل سواريز على موقع AS.com (الإسبانية)